# Shalom Brune-Franklin
Shalom Brune-Franklin (St Albans, 18 agosto 1994) è un'attrice britannica.

## Filmografia parziale

### Cinema
- OtherLife, regia di Ben C. Lucas (2017)
- Thor: Ragnarok, regia di Taika Waititi (2017)

### Televisione
- Barracuda – miniserie TV, 1 puntata (2016)
- Re di cuori (Doctor Doctor) – serie TV, 11 episodi (2016-2017)
- ISIS - Le reclute del male (The State) – miniserie TV, 2 puntate (2017)
- Our Girl – serie TV, 12 episodi (2017-2018)
- Bad Mothers – serie TV, 8 episodi (2019)
- Cursed – serie TV, 9 episodi (2020)
- Roadkill – miniserie TV, 4 puntate (2020)
- Line of Duty – serie TV, 7 episodi (2021)
- War of the Worlds – serie TV, 2 episodi (2021)
- Amami (Love Me) – serie TV, 11 episodi (2021-2023)
- Il turista (The Tourist) – serie TV, 6 episodi (2022)
- Grandi speranze (Great Expectations) - miniserie TV, 5 puntate (2023)
- Baby Reindeer – serie TV, 4 episodi (2024)
- Dune: Prophecy – serie TV (2024)

## Doppiatrici italiane
Nelle versioni in italiano delle opere in cui ha recitato, Shalom Brune-Franklin è stata doppiata da:
- Ludovica Bebi in Re di cuori, Grandi speranze
- Federica Simonelli in Baby Reindeer
- Mattea Serpelloni in Dune: Prophecy